# Santiago Ezquerro
Santiago Ezquerro Marín (Calahorra, 14 de dezembro de 1976) é um ex-futebolista espanhol que atuava como atacante. Aposentou-se no ano de 2009, aos 33 anos de idade.